# Filmografia lui George Clooney
Aceasta este filmografia lui George Clooney: 

## Film

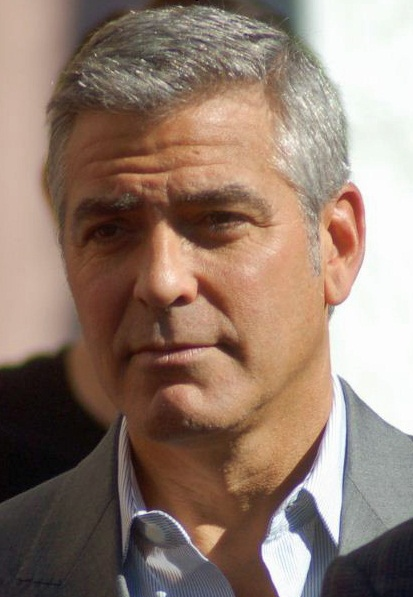
La ceremonia de acordare a unei stele lui John Wells pe Hollywood Walk of Fame în ianuarie 2012

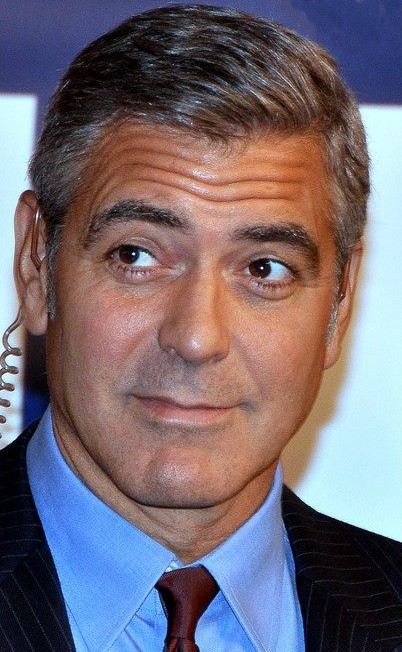
La premiera din Paris a filmului The Ides of March, octombrie 2011

| An   | Titlu                              | Rol                      | Actor | Regizor | Scenarist | Producător | Note              |
| ---- | ---------------------------------- | ------------------------ | ----- | ------- | --------- | ---------- | ----------------- |
| 1987 | Return to Horror High              | Oliver                   | Da    |         |           |            |                   |
| 1987 | Grizzly II: The Predator           | Rol nedenumit            | Da    |         |           |            | Nemenționat       |
| 1988 | Return of the Killer Tomatoes      | Matt Stevens             | Da    |         |           |            |                   |
| 1989 | Red Surf                           | Remar                    | Da    |         |           |            |                   |
| 1992 | Unbecoming Age                     | Mac                      | Da    |         |           |            |                   |
| 1993 | The Harvest                        | Lip Syncing Transvestite | Da    |         |           |            |                   |
| 1996 | From Dusk till Dawn                | Seth Gecko               | Da    |         |           |            |                   |
| 1996 | One Fine Day                       | Jack Taylor              | Da    |         |           |            |                   |
| 1997 | The Peacemaker                     | Lt. Col. Thomas Devoe    | Da    |         |           |            |                   |
| 1997 | Batman & Robin                     | Bruce Wayne / Batman     | Da    |         |           |            |                   |
| 1998 | The Thin Red Line                  | Captain Charles Bosche   | Da    |         |           |            |                   |
| 1998 | Out of Sight                       | Jack Foley               | Da    |         |           |            |                   |
| 1998 | Waiting for Woody                  | Himself                  | Da    |         |           |            | Scurtmetraj       |
| 1999 | Three Kings                        | Archie Gates             | Da    |         |           |            |                   |
| 1999 | The Book That Wrote Itself         | Himself                  | Da    |         |           |            | Cameo             |
| 1999 | South Park: Bigger, Longer & Uncut | Dr. Gouache              | Da    |         |           |            | Voce              |
| 2000 | The Perfect Storm                  | Captain Billy Tyne       | Da    |         |           |            |                   |
| 2000 | O Brother, Where Art Thou?         | Everett                  | Da    |         |           |            |                   |
| 2001 | Ocean's Eleven                     | Danny Ocean              | Da    |         |           |            |                   |
| 2001 | Spy Kids                           | Devlin                   | Da    |         |           | Da         |                   |
| 2001 | Rock Star                          |                          |       |         |           | Da         |                   |
| 2002 | Confessions of a Dangerous Mind    | Jim Byrd                 | Da    | Da      |           |            |                   |
| 2002 | Solaris                            | Chris Kelvin             | Da    |         |           |            |                   |
| 2002 | Welcome To Collinwood              | Jerzy                    | Da    |         |           | Da         |                   |
| 2002 | Starbuck Holger Meins              |                          |       |         |           | Da         | Documentar        |
| 2002 | Insomnia                           |                          |       |         |           | Da         |                   |
| 2002 | Far from Heaven                    |                          |       |         |           | Da         |                   |
| 2003 | Intolerable Cruelty                | Miles Massey             | Da    |         |           |            |                   |
| 2003 | Spy Kids 3-D: Game Over            | Devlin                   | Da    |         |           |            |                   |
| 2004 | Ocean's Twelve                     | Danny Ocean              | Da    |         |           |            |                   |
| 2004 | Criminal                           |                          |       |         |           | Da         |                   |
| 2005 | Good Night, and Good Luck          | Fred Friendly            | Da    | Da      | Da        |            |                   |
| 2005 | Syriana                            | Bob Barnes               | Da    |         |           | Da         |                   |
| 2005 | The Big Empty                      |                          |       |         |           | Da         |                   |
| 2005 | The Jacket                         |                          |       |         |           | Da         |                   |
| 2005 | Rumor Has It...                    |                          |       |         |           | Da         |                   |
| 2006 | The Good German                    | Jake Geismer             | Da    |         |           |            |                   |
| 2006 | A Scanner Darkly                   |                          |       |         |           | Da         |                   |
| 2006 | Pu-239                             |                          |       |         |           | Da         |                   |
| 2007 | Michael Clayton                    | Michael Clayton          | Da    |         |           | Da         |                   |
| 2007 | Darfur Now                         | Himself                  | Da    |         |           |            | Documentar        |
| 2007 | Ocean's Thirteen                   | Danny Ocean              | Da    |         |           |            |                   |
| 2007 | Sand and Sorrow                    | Narrator                 | Da    |         |           | Da         | Documentar        |
| 2007 | Wind Chill                         |                          |       |         |           | Da         |                   |
| 2008 | Leatherheads                       | Jimmy "Dodge" Connelly   | Da    | Da      | Da        | Da         |                   |
| 2008 | Burn After Reading                 | Harry Pfarrer            | Da    |         |           |            |                   |
| 2009 | Fantastic Mr. Fox                  | Mr. Fox                  | Da    |         |           |            | Voce              |
| 2009 | The Men Who Stare At Goats         | Lyn Cassady              | Da    |         |           | Da         |                   |
| 2009 | Up in the Air                      | Ryan Bingham             | Da    |         |           |            |                   |
| 2009 | The Informant!                     |                          |       |         |           | Da         |                   |
| 2009 | Playground                         |                          |       |         |           | Da         |                   |
| 2010 | The American                       | Jack / Edward            | Da    |         |           | Da         |                   |
| 2011 | The Ides of March                  | Governor Mike Morris     | Da    | Da      | Da        | Da         |                   |
| 2011 | The Descendants                    | Matthew "Matt" King      | Da    |         |           |            |                   |
| 2012 | Argo                               |                          |       |         |           | Da         |                   |
| 2013 | Gravity                            | Matthew "Matt" Kowalski  | Da    |         |           |            |                   |
| 2013 | August: Osage County               |                          |       |         |           | Da         |                   |
| 2014 | The Monuments Men                  | Frank Stokes             | Da    | Da      | Da        | Da         |                   |
| 2015 | Tomorrowland                       | Frank Walker             | Da    |         |           |            |                   |
| 2015 | Our Brand Is Crisis                |                          |       |         |           | Da         |                   |
| 2015 | A Very Murray Christmas            | Rolul său                | Da    |         |           |            | În post-producție |
| 2016 | Hail, Caesar!                      | Baird Whitlock           | Da    |         |           |            | În producție      |
| 2016 | Money Monster                      | Lee Gates                | Da    |         |           | Da         | În producție      |

## TV
| An                    | Titlu                                                      | Rol                         | Note                                                                               |
| --------------------- | ---------------------------------------------------------- | --------------------------- | ---------------------------------------------------------------------------------- |
| 1984–1985             | E/R                                                        | Mark 'Ace' Kolmar           |                                                                                    |
| 1984                  | Riptide                                                    | Lenny Colwell (A Kidnapper) | Episodul: "Where the Girls Are"                                                    |
| 1985                  | Street Hawk                                                | Kevin Stark                 | Episodul: "A Second Self"                                                          |
| 1985–1987             | The Facts of Life                                          | George Burnett              | Rol principal (1985–1986) / secundar (1986–1987)                                   |
| 1987                  | Hunter                                                     | Matthew Winfield            | Episodul: "Double Exposure"                                                        |
| 1987                  | Murder, She Wrote                                          | Kip Howard                  | Episodul: "No Laughing Murder"                                                     |
| 1987                  | The Golden Girls                                           | Det. Bobby Hopkins          | Episodul: "To Catch A Neighbor"                                                    |
| 1988–1991             | Roseanne                                                   | Booker Brooks               | 11 episoade                                                                        |
| 1992–1993             | Bodies of Evidence                                         | Ryan Walker                 | 16 episodes; Main Role                                                             |
| 1993–1994             | Sisters                                                    | Det. James Falconer         | 19 episoade                                                                        |
| 1994–1999, 2000, 2009 | ER                                                         | Dr. Doug Ross               | 109 episoade; Rolul principal (Seasons 1 – 5) / Invitat special (Seasons 6 and 15) |
| 1995                  | Friends                                                    | Dr. Michael Mitchell        | Episodul: "The One With Two Parts: Part Two"                                       |
| 1997                  | Full Tilt Boogie                                           | Rolul său                   | Documentar                                                                         |
| 1997                  | South Park                                                 | Sparky the Dog (Voice)      | Episodul: "Big Gay Al's Big Gay Boat Ride"                                         |
| 1999                  | Kilroy                                                     |                             | Producer; also writer                                                              |
| 2000                  | Fail Safe                                                  | Col. Jack Grady             | Also executive producer                                                            |
| 2003                  | K Street                                                   |                             | Executive producer; 10 episodes                                                    |
| 2005                  | Unscripted                                                 |                             | Executive producer, 10 episodes; also director, 5 episodes                         |
| 2010                  | Hope for Haiti Now: A Global Benefit for Earthquake Relief | Himself                     | Creator, developer, executive producer and co-host                                 |

## Theatre
| Year | Title | Role        | Notes |
| ---- | ----- | ----------- | ----- |
| 2012 | 8     | David Boies |       |

## Legături externe
- Filmografia lui George Clooney la Internet Movie Database
- Apariții pe C-SPAN
- Filmografia lui George Clooney — știri și comentarii colectate la The Guardian